# 8104 Kumamori
8104 Kumamori eller 1994 BW4 är en asteroid i huvudbältet som upptäcktes den 19 januari 1994 av den japanska astronomen Takao Kobayashi vid Ōizumi-observatoriet. Den är uppkallad efter Teruaki Kumamori.
Den tillhör asteroidgruppen Eos.